# Lars Dalman
Lars Dalman, född 1680, död 1752, var en svensk ämbetsman.
Dalman blev 1710 Magnus Stenbocks sekreterare, 1712 fältsekreterare vid armén i Tyskland och fången vid kapitulationen i Tönningen 1713. Dalman sändes senare av Stenbock till Stockholm, blev 1716 överauditör och fick 1719 generalauditörs titel. Han användes i fredsunderhandlingarna med både Danmark och Ryssland och tog i början av frihetstiden livlig del i riksdagens och dess kommissioners arbeten. 1728 blev Dalman amiralitetskammarråd och från 1747 landshövding i Blekinge län.